# Boy Soldiers
Boy Soldiers ist ein US-amerikanischer Actionfilm aus dem Jahr 1991.

## Handlung
Luis Cali, der Sohn eines kolumbianischen Drogenchefs, versucht seinen Vater zu befreien, der von den Behörden gefangen worden ist, muss aber erfahren, dass dieser bereits an die USA ausgeliefert wurde. Zusammen mit seinem amerikanischen Freund Jack Thorpe und seinen Leuten flüchtet Cali aus dem Land und begibt sich heimlich in die USA. Dort angekommen, reist die Gruppe zur Regis High School in Virginia, ein privates Jungen-Internat. Einer der Schüler, Phil Donoghue, ist der Sohn des Richters, der den Prozess gegen Cali Sr. leitet; Cali hat vor, ihn als Geisel zu nehmen, um seinen Vater freizupressen.
Die Regis High School hat einen besonderen, wenn auch zweifelhaften Ruf: Die Eltern der Schüler sind generell wohlhabend und einflussreich, aber die Schüler gelten als – oder sind – äußerst rebellisch; viele von ihnen wurden von anderen Privatschulen verwiesen wegen Verstößen gegen die Schulordnung, Streichen und allgemeiner Aufsässigkeit. Besonders berüchtigt ist eine Gruppe, die von Billy Tepper geleitet wird, einem Freund und Zimmergenossen Donoghues. Diese spielen den Lehrern und dem örtlichen Sheriff häufig Streiche, was Billy die leise, aber respektvolle Feindschaft von Dekan Parker, dem Vizedirektor, eingebracht hat.
Kurz bevor Cali und seine Männer ankommen, wird Donoghue von Bundesbeamten abgeholt und für den Verlauf des Prozesses an Cali Sr. an einen geheimen Ort gebracht. Als Luis Cali ankommt und feststellen muss, dass seine Zielperson nicht mehr da ist, ein Großteil der Schüler jedoch Kinder aus der Oberschicht sind, nimmt er stattdessen die Schülerschaft und den Direktor als Geiseln. Ein Versuch des Sheriffs, die Geiseln zu befreien, schlägt fehl und daraufhin rückt das Militär an. Da Calis Bande schwer bewaffnet ist und die ganze Schule vermint hat, beschließen die Militärs auf Parkers Ratschlag, die Sache mit Bedacht anzugehen.
Billy und seine Freunde aber haben nicht vor, einfach still zu sitzen. Sie sammeln heimlich alle Informationen über die Terroristen zusammen, planen einen Weg, die Sprengsätze in der Schule unschädlich zu machen und die restlichen Schüler mit Hilfe eines geheimen Kellers aus der Schussbahn zu bringen, und ermöglichen es Billy, für kurze Zeit aus der Schule zu flüchten und die Informationen an das Militär weiterzugeben. Parker, überzeugt davon, dass Billy das Richtige tut, unterstützt und befürwortet dessen Plan bei der Einsatzleitung. Mit Hilfe der Informationen beginnen die Militärs, die Befreiung vorzubereiten, doch da zu viel auf dem Spiel steht, beschließen sie vorzugshalber, Cali Sr. freizulassen.
Einer der Schüler und Billys bester Freund ist Joey Trotta, der Sohn eines New Yorker Mafia-Bosses. Aus Respekt vor dessen Vater beschließt Luis Cali, Joey freizulassen. Joey aber, der seinen Vater verachtet, erkämpft sich eine Maschinenpistole und versucht seine Freunde mit Gewalt zu befreien, wird dabei aber erschossen. Obwohl Luis Cali klarzumachen versucht, dass die Sache nur „ein Unfall“ war, beschließt Joeys Vater, den Tod seines Sohnes zu rächen und lässt Cali Sr. im Gefängnis umbringen. Dadurch gerät das Militär in Zugzwang, und in aller Eile wird die Erstürmung der Schule vorbereitet.
Am nächsten Morgen beginnen Billy und seine Freunde mit der Umsetzung des Plans, und es gelingt ihnen, die anderen Schüler und den Direktor in Sicherheit zu bringen. Ein Bombenentschärfungsteam wird in die Schule geschickt, aber mit einer Handgranate ausgeschaltet; Parker, der den Männern gefolgt ist, hilft dem verwundeten Teamleiter, zum Büro des Direktors zu kommen. Als Luis Cali bemerkt, was vor sich geht, ist es bereits zu spät: Das Militär setzt gezielt seine Wachen außer Gefecht, als einzige Geisel findet er nur noch Billy vor, und dank dessen Sabotage kann er auch nicht die Schule in die Luft jagen. Als die Sondereinheiten ihm bedrohlich nahe kommen, versucht Cali die Bomben per Hand zu detonieren. Parker greift ein, wird dabei verwundet, und Cali wird gleich darauf erschossen. Nachdem Billy und Parker zu einem freundlicheren Umgang zueinander gefunden haben, schließt sich Billy wieder seinen inzwischen befreiten Freunden an.

## Kritik
Das Lexikon des internationalen Films meinte: „Zum Teil packende, aber konventionell aufgebaute Geschichte, die allerdings sehr brutal ist und unterschwellig militaristische Tendenzen verbreitet.“

## Hintergrund
Die Miller School of Albemarle in Charlottesville, Virginia war der Drehort des Thrillers. 1997 entstand mit Masterminds – Das Duell mit Patrick Stewart und Vincent Kartheiser unter der Regie von Roger Christian ein Remake. Die Handlung basiert auf dem Buch Toy Soldiers (Deutsch: Kommando Sankt Anselm) von William P. Kennedy.

## Filmmusik
Da der Film ursprünglich von Steven Spielbergs Produktionsfirma Amblin Entertainment produziert werden sollte (tatsächlich arbeiteten einige von Spielbergs Mitarbeitern bereits an dem Film und sind zum Teil, wie beispielsweise der Filmeditor Michael Kahn, auch noch am Endprodukt maßgeblich beteiligt), wurde zunächst John Williams für den Score engagiert. Williams konnte den Auftrag allerdings aus zeitlichen Gründen nicht annehmen, da er zur selben Zeit in Boston arbeitete. Daraufhin wurde Robert Folk als neuer Komponist verpflichtet.
Dass Folks Musik wie eine direkte Reminiszenz an John Williams klingt ist beabsichtigt. In einem Interview erklärte Robert Folk: „Ja, man wollte eine Musik haben, die an Williams angelehnt war. Der Regisseur Daniel Petrie hatte eine ziemlich genaue Vorstellung, wie die Musik klingen sollte. […] Bei Boy Soldiers […] ist die Musik sehr präsent, sehr dominant, ganz wie in den Produktionen Spielbergs.“

## Auszeichnung
Sean Astin, Wil Wheaton, Keith Coogan, T.E. Russell und George Perez wurden 1992 in der Kategorie „Bestes Ensemble in einem Spielfilm“ für den Young Artist Award nominiert.

## Synchronisation
Die Synchronsprecher für die deutsche Fassung:
| - Billy Tepper: Santiago Ziesmer - Joey Trotta: Simon Jäger - Snuffy Bradberry: Björn Schalla - Luis Cali: Gerald Paradies - General Kramer: Hans Klima - FBi-Direktor Otis Brown: Friedrich Schoenfelder - Direktor: Heinz Theo Branding | - Dekan Parker: Leon Boden - Ricardo Montoya: Timmo Niesner - Hank Giles III: Benjamin Völz - Jack Thorpe: Michael Telloke - Albert Trotta: Harry Wüstenhagen - Mr. Trottas Mitarbeiter: Frank-Otto Schenk - Deputy: Tilo Schmitz |